# Лып-Булатово
Лып-Булатово — деревня в Кезском районе Удмуртской республики.

## География
Находится в северо-восточной части Удмуртии на расстоянии приблизительно 16 км на север по прямой от районного центра поселка Кез.

## История
Известна с 1717 года как деревня Лыпская с 15 дворами. В 1873 году здесь (тогда починок Лыпский или Сембагурт) учтено 12 дворов, в 1905 (уже деревня Лыпский или булатов, Седбамгурт) — 38, в 1924 (Лып) — 45. До 2021 года входила в состав Большеолыпского сельского поселения.

## Население
Постоянное население составляло 42 человека (1717 год), 253 (1764), 144 (1873), 326 (1905), 326 (1924, все удмурты), 183 человека в 2002 году (удмурты 99 %), 163 в 2012.